# Piedipartino
Piedipartino est une commune française située dans la circonscription départementale de la Haute-Corse et le territoire de la collectivité de Corse. Le village appartient à la piève d'Orezza, en Castagniccia. Ce petit village possède sa propre piscine municipale extérieure.

## Géographie
Piedipartino est une commune de Haute-Corse, appartenant au canton d'Orezza-Alesani, située au cœur de l'ancienne pieve d'Orezza, à 650 mètres d'altitude. Les communes limitrophes sont :
Pie-d'Orezza, Carcheto-Brustico, Piedicroce et Stazzona.
Sur son territoire, se trouve une forêt de châtaigniers séculaires, jusqu'à 1 000 mètres d’altitude, et au-dessus une forêt de hêtres.
La commune est bien arrosée en eau, par des torrents et des ruisseaux. On y trouve de nombreuses sources.

## Urbanisme

### Typologie
Au 1er janvier 2024, Piedipartino est catégorisée commune rurale à habitat très dispersé, selon la nouvelle grille communale de densité à sept niveaux définie par l'Insee en 2022.
Elle est située hors unité urbaine. Par ailleurs la commune fait partie de l'aire d'attraction de Bastia, dont elle est une commune de la couronne,. Cette aire, qui regroupe 93 communes, est catégorisée dans les aires de 50 000 à moins de 200 000 habitants,.

### Occupation des sols
L'occupation des sols de la commune, telle qu'elle ressort de la base de données européenne d’occupation biophysique des sols Corine Land Cover (CLC), est marquée par l'importance des forêts et milieux semi-naturels (99,9 % en 2018), une proportion identique à celle de 1990 (99,9 %). La répartition détaillée en 2018 est la suivante : 
forêts (77,9 %), milieux à végétation arbustive et/ou herbacée (21,7 %), espaces ouverts, sans ou avec peu de végétation (0,3 %). L'évolution de l’occupation des sols de la commune et de ses infrastructures peut être observée sur les différentes représentations cartographiques du territoire : la carte de Cassini (XVIIIe siècle), la carte d'état-major (1820-1866) et les cartes ou photos aériennes de l'IGN pour la période actuelle (1950 à aujourd'hui).

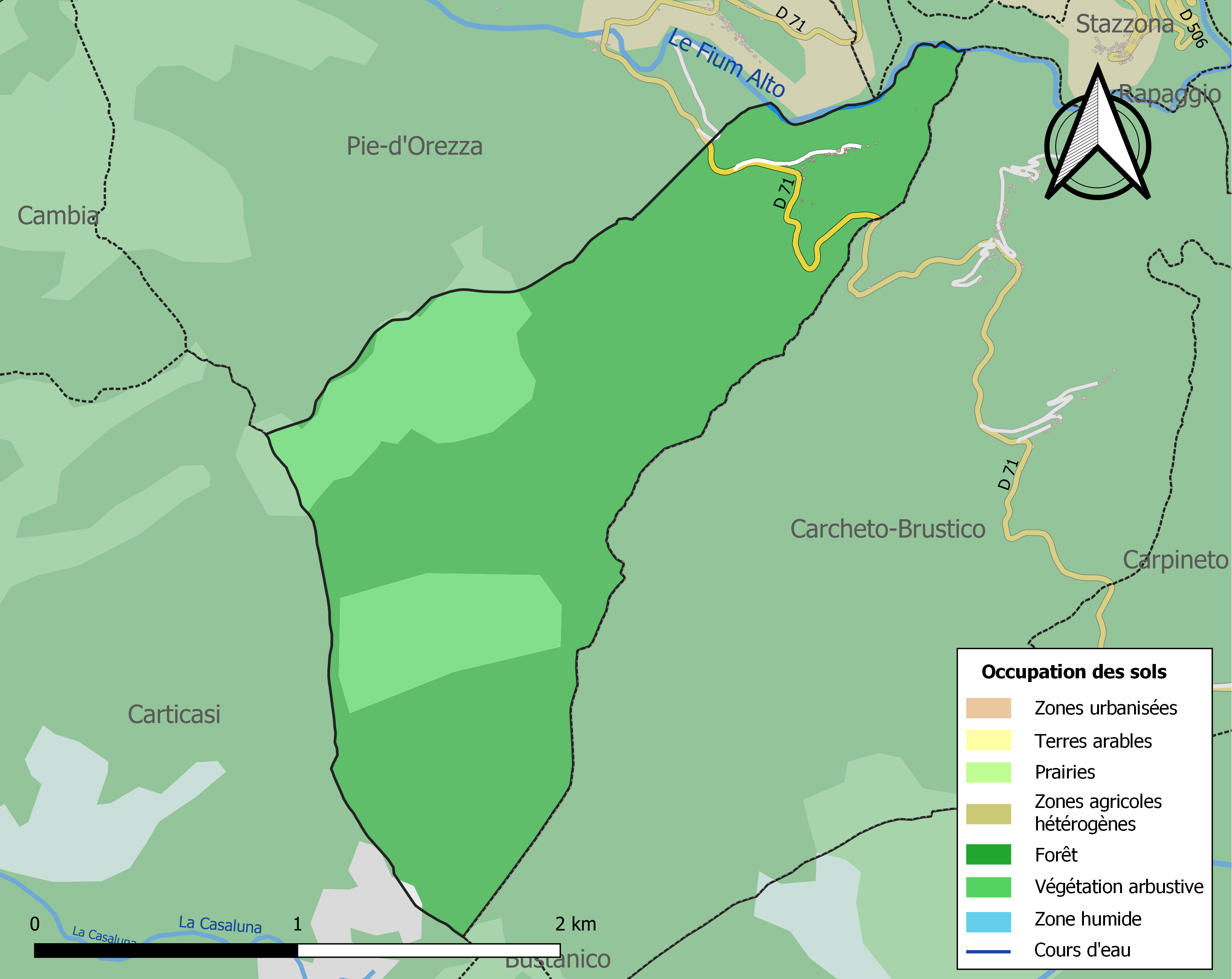
Carte des infrastructures et de l'occupation des sols de la commune en 2018 (CLC).

## Toponymie
Piedipartino est une contraction de pieve di Albertino. Alberto, dit Albertino était un des seigneurs d'Orezza, qui en 1299, prêtèrent serment de fidélité à la commune de Gênes, dans le château d'Aleria. Les habitants de la pieve di Albertino se sont donc appelés les Albertini. C'est toujours le patronyme le plus répandu dans le village.

## Politique et administration
| Période                                  | Période  | Identité                | Étiquette | Qualité       |
| ---------------------------------------- | -------- | ----------------------- | --------- | ------------- |
| avant 1988                               | ?        | Jean-François Albertini |           |               |
| mars 2008                                | En cours | Pierre-Jean Stefani     | REG       | Fonctionnaire |
| Les données manquantes sont à compléter. |          |                         |           |               |

## Démographie
L'évolution du nombre d'habitants est connue à travers les recensements de la population effectués dans la commune depuis 1800. Pour les communes de moins de 10 000 habitants, une enquête de recensement portant sur toute la population est réalisée tous les cinq ans, les populations de référence des années intermédiaires étant quant à elles estimées par interpolation ou extrapolation. Pour la commune, le premier recensement exhaustif entrant dans le cadre du nouveau dispositif a été réalisé en 2008.

En 2022, la commune comptait 17 habitants, en évolution de −10,53 % par rapport à 2016 (Haute-Corse : +5,15 %, France hors Mayotte : +2,11 %).
| 1800 | 1806 | 1821 | 1831 | 1836 | 1841 | 1846 | 1851 | 1856 |
| ---- | ---- | ---- | ---- | ---- | ---- | ---- | ---- | ---- |
| 161  | 132  | 113  | 133  | 131  | 130  | 145  | 148  | 122  |

| 1861 | 1866 | 1872 | 1876 | 1881 | 1886 | 1891 | 1896 | 1901 |
| ---- | ---- | ---- | ---- | ---- | ---- | ---- | ---- | ---- |
| 123  | 148  | 133  | 130  | 115  | 108  | 106  | 100  | 101  |

| 1906 | 1911 | 1921 | 1926 | 1931 | 1936 | 1946 | 1954 | 1962 |
| ---- | ---- | ---- | ---- | ---- | ---- | ---- | ---- | ---- |
| 91   | 72   | 56   | 52   | 54   | 61   | 61   | 50   | 52   |

| 1968 | 1975 | 1982 | 1990 | 1999 | 2006 | 2008 | 2013 | 2018 |
| ---- | ---- | ---- | ---- | ---- | ---- | ---- | ---- | ---- |
| 36   | 27   | 9    | 12   | 19   | 17   | 16   | 18   | 16   |

| 2022 | - | - | - | - | - | - | - | - |
| ---- | - | - | - | - | - | - | - | - |
| 17   | - | - | - | - | - | - | - | - |

## Lieux et monuments
- Église Saint-Bernardin de Piedipartino. Elle est inscrite à l'Inventaire général du patrimoine culturel[10].